# Mark Ronson
Mark Daniel Ronson (n. 4 septembrie 1975, Greater London, Anglia, Regatul Unit) este un producător muzical, DJ englez care trăiește în New York.

## Biografie
Împreună cu managerul său Rich Kleiman a fondat în 2004 casa de discuri Allido Records, filială a J Records, care, la rândul ei, este deținută de Sony Music Entertainment.